# Galaad (Jordanie)
Pour les articles homonymes, voir Galaad.

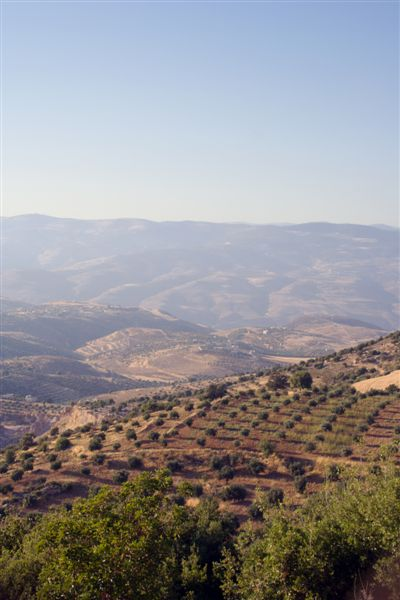
Les collines de Galaad (actuellement Jalʻād) en Jordanie.

Dans la Bible, la chaîne de montagnes qui longe le Jourdain sur sa rive orientale depuis la vallée de la rivière Yarmouk au nord, marquant la frontière avec le pays de Bashan, jusqu'aux rives de la mer Morte au sud et la vallée de la rivière Arnon et le royaume de Moab, est appelée montagnes de Galaad, parfois aussi on trouve le pays de Galaad ou simplement Galaad. On trouve parfois Guilead ou Guil'ad en français.

## Autres usages dans la Bible
Le nom de Galaad est aussi celui d’au moins trois personnages de la Bible :
- Galaad est l'arrière-petit-fils de Joseph fils de Jacob[4] ;
- Galaad est l'un des membres de la lignée des fils de Gad fils de Jacob[5] ;
- Galaad est le père de Jephté l'un des juges d'Israël[6].

## Le pays de Galaad
La première mention du pays de Galaad dans la Bible se trouve dans la Genèse (Genèse, 31; 44-48), à l’occasion du récit de la fuite de Jacob avec les filles de Laban.
Galaad comprend du nord au sud la moitié orientale du territoire de la tribu de Manassé jusqu’à la vallée du Jabbok (Nahr ez-Zarqa). Au sud de cette vallée jusqu’à la rive nord de la mer Morte c’est le territoire de la tribu de Gad, la tribu de Ruben occupe la partie la plus méridionale jusqu’à la vallée de la rivière Arnon. Cette répartition aurait été décrétée par Moïse.
Le chapitre 32 du livre des Nombres, relate la manière dont les deux tribus de Gad et Ruben se voient attribuer le sud du pays de Galaad alors que les Juifs venant d'Égypte n'ont pas encore franchi le Jourdain et campent dans la plaine de Moab. Le pays semble favorable à leurs troupeaux et ils désirent s'y installer. Moïse y met la condition qu'ils participent à la conquête du pays de Canaan : 

« Il leur dit : Si les fils de Gad et les fils de Ruben passent avec vous le Jourdain, tous armés pour combattre devant l’Éternel, et que le pays soit soumis devant vous, vous leur donnerez en propriété la contrée de Galaad.

Mais s’ils ne marchent point en armes avec vous, qu’ils s’établissent au milieu de vous dans le pays de Canaan.

Les fils de Gad et les fils de Ruben répondirent : Nous ferons ce que l’Éternel a dit à tes serviteurs.

Nous passerons en armes devant l’Éternel au pays de Canaan ; mais que nous possédions notre héritage de ce côté-ci du Jourdain. »

— Nombres 32,29-32.
Dans les versets suivants le texte énumère les villes construites par Gad et par Ruben. Les descendants de Makir, fils de Manassé, conquièrent le nord du pays de Galaad contre les Amoréens qu’ils expulsent de cette région. Jaïr et Nobac, deux autres membres de la même tribu conquièrent des villes qu'ils nomment de leurs noms respectifs : Jaïr donne son nom à un groupe de villages dans le pays d’Argob et la ville de Kenath est nommée Nobac.
Galaad est aussi la patrie du prophète Élie qui aurait vécu au IXe siècle av. J.-C..

## Histoire
Les événements racontés par la Bible depuis l’exil d’Égypte jusqu’à la conquête du pays de Canaan qui se seraient produits aux environs du XIIIe siècle av. J.-C., ne sont en rien confirmés par les données archéologiques. Pour toute la période qui précède le XIe siècle av. J.-C. et le règne de Saül, on parle de « la protohistoire d’Israël ». Les Benê Israël, ouvriers sur des chantiers dans le delta du Nil, qui seraient sortis d’Égypte et qui se seraient installés dans le pays de Canaan n’auraient été en réalité que « plusieurs centaines, un millier tout au plus, très loin des centaines de milliers que laisse entrevoir le texte biblique.
Les Philistins s’installent sur la côte au XIIe siècle av. J.-C. Vers le milieu du XIIe siècle av. J.-C. ils cherchent à étendre leur domaine. Les tribus juives se fédèrent autour d’un premier roi : Saül. Il intervient dans le pays de Galaad pour libérer les habitants de Jabès de l’invasion des Ammonites. À sa mort dans le combat contre les Philistins les gens de Jabès enlèvent le cadavre de Saül qui était exposé sur les murs de Beït Shéan pour l’incinérer. Ce dernier détail montre que la population de Jabès avait des coutumes différentes des Juifs qui enterrent leurs morts.
La Transjordanie est prise par Hazaël, roi araméen de Damas, soutenus par les Ammonites et les Moabites à la fin du IXe siècle av. J.-C..
Le roi d'Assyrie, Teglath-Phalasar III crée la province de GalʿAzu (Galaad) aux environs de 733 av. J.-C..
En 582 av. J.-C., les régions d’Ammon (Amman) et Moab deviennent des provinces babyloniennes pendant le règne de Nabuchodonosor.
Les Lagides qui succèdent à Alexandre le Grand en Égypte fondent un certain nombre de villes dans la région : Ptolémée II Philadelphe fonde Philadelphie (Amman). Plus tard les Lagides fondent Gadara et Abila et dans les régions voisines du Golan et de Cisjordanie : Hippos, Panias et Scythopolis.
La ville Gadara est prise par le séleucide Antiochos III lors de sa première invasion de la Palestine en 218 av. J.-C.. La ville est renommée Antiochia Semiramis (ou Antioche) et Séleucie.
En 169 av. J.-C., il semble que la région d’Amman soit sous le contrôle des Nabatéens. Judas Maccabée affronte dans le nord de Galaad une armée d’Ammonites dirigée par un certain Timothéos. Judas Maccabée est informé par les Nabatéens des malheurs des juifs vivant dans le nord de la Jordanie actuelle. Les arabes auxquels le texte du deuxième livre des Macchabées fait allusion, ne sont sans doute pas des Nabatéens. Ils sont décrits comme des pasteurs vivant sous la tente. Les Nabatéens sont décrits comme bienveillants contrairement à ces autres « arabes » nomades et pasteurs présentés comme hostiles. À la fin du IIe ou au début du Ier siècle av. J.-C. les Nabatéens dominent la Transjordanie à l’exception des cités grecques comme Gerasa et Philadelphie (Amman). Lorsqu’ils tentent de pénétrer dans le Golan, ils se heurtent alors aux hasmonéens.
En 102 av. J.-C., le roi hasmonéen de Judée et grand prêtre de Jérusalem Alexandre Jannée investit Gadara et la prend après un siège de dix mois. Puis il prend Amathonte. En 101, Théodore, tyran de Philadelphie, massacre les troupes juives et reprend à Alexandre Jannée les trésors qu’il lui avait pris à Amathonte. Après avoir maté une révolte chez les juifs, Alexandre Jannée revient dans le pays de Galaad et de Moab, leur impose un tribut et se tourne de nouveau contre Amathonte. Il trouve la place abandonnée par Théodore et il la démantèle. Après cette victoire il subit un revers contre le roi nabatéen Obodas Ier à Garada en Gaulanitide. Cette défaite provoque une nouvelle révolte des juifs qu’Alexandre Jannée réprime avec férocité. Les juifs appellent à leur aide le roi séleucide de Damas Démétrios III Eukairos. En 88 ou 89 av. J.-C., Démétrios écrase Alexandre Jannée, cette fois la défaite inquiète les juifs qui se rassemblent autour d’Alexandre Jannée. Devant ce revirement, Démétrios préfère se retirer. Aretas III successeur d’Obodas Ier attaque la Judée (vers 83 av. J.-C.). Alexandre Jannée subit un nouveau revers mais ce dernier parvient néanmoins à agrandir ses domaines. À sa mort en 76 av. J.-C. Alexandre Jannée a pris le contrôle de tout le versant ouest de la montagne de Galaad. Flavius Josèphe énumère les villes prises par Alexandre Jannée sur la rive est du Jourdain et signale qu’il a détruit Pella parce que ses habitants ont refusé de se soumettre aux lois juives.
Vers 63 av. J.-C., le Romain Pompée restaure Gadara pour plaire à Démétrius son affranchi, originaire de la ville. Démétrius s'était exilé à la suite des guerres menées par Alexandre Jannée et sa politique de judaïsation. Démétrius, devenu plus riche que son ancien maître, aurait consacré une partie de sa fortune à la reconstruction de sa ville natale.
En 57 av. J.-C., Gabinius est nommé proconsul en Syrie. Il sort vainqueur d'un affrontement avec le roi des juifs Aristobule qu'il remplace par Hyrcan II dont la fonction se réduit à diriger le temple de Jérusalem. Il dote cinq cités de sénat de notables. Deux de ces villes ainsi gouvernées sont dans le pays de Galaad : Gadara et Amathonte les trois autres Jérusalem, Jéricho et Sepphoris sont en Cisjordanie.
En 40 av. J.-C., les Parthes envahissent la Syrie-Palestine et écartent Hyrcan II. L'armée romaine victorieuse des Parthes permet à Hérode le Grand de prendre le pouvoir en Palestine. En remerciement de ses services Hérode reçoit les villes d’Hippos et de Gadara. À la mort d'Hérode, ces deux villes réintègrent la province romaine de Syrie (4 av. J.-C.).
L’administration romaine distingue deux provinces : la Syrie, dont Hippos et Gadara font partie, tandis que les villes plus à l’est comme Gerasa, Philadelphie et Dion, sont dans la province d’Arabie, dont la Nabatène fait partie (106). Les gouverneurs romains de la province d’Arabie sont tantôt à Bosra, tantôt à Pétra ou à Gerasa. La densité du réseau de routes de la région autour de Gerasa et de Philadelphie laisse supposer une extension des zones habitées et cultivées.
Les Byzantins prennent la suite des Romains, puis dès les premières décennies de l’hégire, les musulmans conquièrent la région. Le retrait des Byzantins est définitif après leur défaite à la bataille du Yarmouk (20 août 636).

## Géographie
La région de Galaad se distingue des régions voisines par son caractère montagneux. Au nord et au sud, ce sont des régions plus plates de plaines ou de plateaux. Le plus haut sommet culmine à quelque 1 250 m à Umm ad-Daraj, au nord du Jabbok. Les régions les plus basses sont dans la plaine de Moab au niveau de la mer Morte, à plus de 400 m sous le niveau de la mer, ce qui renforce l’impression de relief même si les sommets sont moins hauts dans le sud : le mont Nébo culmine à 817 m, mais est à plus de 1 200 m au-dessus de la plaine de Moab.
La région est aussi relativement bien arrosée avec une pluviométrie de 500 à 700 mm de précipitations par an à Salt. Les pluies sont nulles de mai à septembre et ne sont abondantes que de janvier à mars. L’agriculture est limitée par les pentes abruptes qui exigent l’aménagement de terrasses. En revanche la région a toujours été une terre d’élevage.

## Le Baume de Galaad
Le baume de Galaad est cité dans la Genèse à propos d’une caravane qui se rend de Galaad en Égypte chargée de cette marchandise et à laquelle les fils de Jacob vendent leur frère Joseph comme esclave. Deux autres mentions de ce baume se trouvent dans le livre de Jérémie :

« N’y a-t-il point de baume en Galaad ?

N’y a-t-il point de médecin ?

Pourquoi donc la guérison de la fille de mon peuple ne s’opère-t-elle pas ? »

— Jérémie 8,22.

« Monte en Galaad, prends du baume,

Vierge, fille de l’Égypte ! 

En vain tu multiplies les remèdes, il n’y a point de guérison pour toi. »

— Jérémie 46,11.
Cette thématique du baume guérissant les maladies est reprise dans le negro spiritual « There is a balm in Gilead » dont le refrain est :

« There is a balm in Gilead, 

To make the wounded whole ; 

There's power enough in heaven, 

To cure a sin-sick soul. »

Le baume de Galaad est assimilé au baume de la Mecque, une gomme venant de la résine à peu près similaire à la myrrhe produite par Commiphora opobalsamum.
La cédronelle, Cedronella canariensis, porte également le nom de Baume de Galaad.
Le sapin baumier d’Amérique du Nord (Abies balsamea) fournit une résine utilisée en optique et en pharmacie. L’utilisation pharmaceutique est appelée baume du Canada ou baume de Gilead. Sous forme de térébenthine, son usage est surtout technique.
Une infusion de bourgeons de peuplier baumier utilisée en sirop pour la toux et présenté comme une panacée contre toutes sortes d’inflammations est appelée balm of Gilead.